# Ustawy dyktatorskie

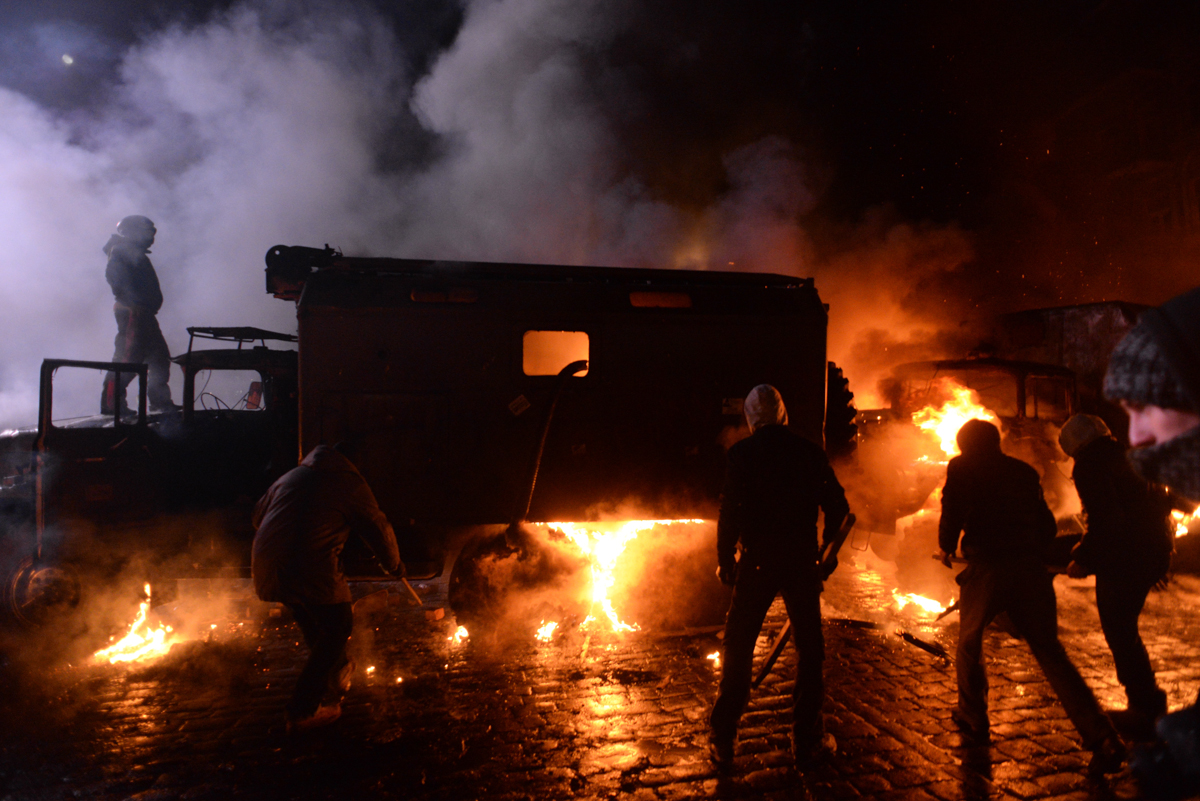
Protesty przeciwko ustawom przyjętym 16 stycznia 2014

Ustawy dyktatorskie (ukr. Диктаторські закони 16 січня, Закони про диктатуру) – określenie używane wobec przyjętych 16 stycznia 2014 roku przez Radę Najwyższą Ukrainy aktów prawnych ograniczających wolność zgromadzeń i wolność słowa, zaostrzających odpowiedzialność karną i utrudniających finansowanie działań organizacji pozarządowych w Ukrainie. Przepisy te wprowadzono w celu wspomagania pacyfikacji trwających wówczas antyrządowych protestów Euromajdanu.
Zakładały one m.in. odpowiedzialność karną za działalność ekstremistyczną, uznanie organizacji pozarządowych korzystających z zagranicznego finansowania za zagranicznych agentów, wprowadzenie grzywien za zniesławienie, utrudnienie działalności mediów opisujących działalność funkcjonariuszy publicznych oraz sędziów. Ponadto dopuszczono możliwość zastosowania aresztu za obrazę sądu. Przejazd kolumny aut powyżej pięciu pojazdów bez zgody milicji drogowej uznano za wykroczenie, zabroniono zasłaniania twarzy uczestnikom demonstracji, wzmocniono kompetencje komisji ds. nadzoru nad telekomunikacją w obszarze ograniczania dostępu do stron internetowych, wzmocniono kompetencje Służby Bezpieczeństwa Ukrainy m.in. wobec organizacji pozarządowych.
Wśród aktów prawnych przyjętych 16 stycznia 2014 znalazły się:
- ustawa o zmianie ustawy Ukrainy o ustroju sądów i statucie sędziów oraz ustaw proceduralnych w zakresie dodatkowych środków ochrony bezpieczeństwa obywateli;
- ustawa budżetowa na rok 2014;
- nowelizacja kodeksu postępowania karnego;
- nowelizacja regulaminu Rady Najwyższej;
- nowelizacja prawa o ruchu drogowym i innych ustaw;
- nowelizacja kilku ustaw, dotyczących porządku podczas meczów piłkarskich;
- nowelizacja kodeksu podatkowego;
- nowelizacja ustawy o bezpłatnej pomocy prawnej;
- nowelizacja kodeksu karnego;
- nowelizacja ustawy amnestyjnej.

Część nowych przepisów inspirowana były podobnymi rozwiązaniami stosowanymi w Rosji oraz na Białorusi, a wśród ich inicjatorów byli politycy prorosyjscy, m.in. Wołodymyr Olyjnik z Partii Regionów. Przyjęcie przepisów doprowadziło do nasilenia protestów społecznych – śmierć poniosło sześć osób. Ustawy zostały anulowane przez ukraiński parlament 28 stycznia 2014, a następnie zostały uchylone przez ówczesnego prezydenta Wiktora Janukowycza.